# Děnis Meňšov
Děnis Nikolajevič Meňšov rus. Денис Николаевич Меньшов, (* 25. ledna 1978, Orel, Sovětský svaz) je bývalý ruský silniční profesionální cyklista. Jde o specialistu na dlouhé etapové závody a o dobrého jezdce v horách. V roce 2005 vyhrál poprvé závod Vuelta a España, podruhé pak v roce 2007. Vyhrál také stý ročník etapového závodu Giro d'Italia v roce 2009.

## Úspěchy
1997
1. na Kolem Lleidy
2001
1. celkově na  Tour de l'Avenir
2002
vítěz etapy na Critérium du Dauphiné Libéré
2003
1. na Clásica a los Puertos de Guadarrama
11. celkově Tour de France
vítěz  nejlepší mladý jezdec
2004
1. celkově  na Vuelta al País Vasco
vítěz etapy
vítěz etapy na Vuelta a España
vítěz etapy na Paris–Nice
vítěz etapy na Vuelta a Aragón
2005
1. celkově  na Vuelta a España
vítěz 2 etap
vítěz  kombinované soutěže
2006
5. celkově na Tour de France
vítěz etapy
6. celkově na Critérium du Dauphiné Libéré
vítěz etapy
2007
1. celkově  na Vuelta a España
vítěz etapy
vítěz  nejlepší vrchař
vítěz  kombinované soutěže
2. v bodovací soutěži
2. celkově na Kolem Katalánska
vítěz  nejlepší vrchař
vítěz etapy
2008
3. celkově na Tour de France
4. celkově na Kolem Romandie
5. celkově na Giro d'Italia
5. celkově na Vuelta a Castilla y Leon
2009
1. celkově  na Giro d'Italia
vítěz 2 etap
1. celkově  na Vuelta a Murcia
5. celkově na Vuelta a Castilla y Leon
2010
2. celkově na Vuelta a Murcia
2. celkově na Kolem Romandie
3. celkově na Tour de France
2011
3. celkově na Vuelta a Murcia
8. celkově na Giro d'Italia
5. celkově na Kolem Rakouska

## Celkové pořadí na velkých etapových závodech
|                 | 2001 | 2002 | 2003 | 2004 | 2005 | 2006 | 2007 | 2008 | 2009 | 2010 | 2011 |
| --------------- | ---- | ---- | ---- | ---- | ---- | ---- | ---- | ---- | ---- | ---- | ---- |
| Tour de France  | 47.  | 93.  | 11.  | WD   | 85.  | 5.   | WD   | 4.   | 51.  | 3.   | -    |
| Giro d'Italia   | -    | -    | -    | -    | -    | -    | -    | 5.   | 1.   | -    | 8.   |
| Vuelta a España | -    | -    | -    | WD   | 1.   | WD   | 1.   | -    | -    | -    | ?    |

WD = nedokončil závod